# Iei

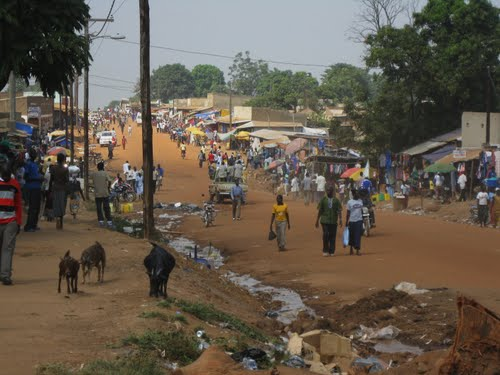
Panorama da cidade de Iei

Iei, ou Yei, é uma cidade de médio porte, ao sudoeste do Sudão do Sul. A cidade de Iei está localizada no condado de Iei, no estado de Equatória Central. Fica próxima às fronteiras de dois dos parceiros comerciais do país, Uganda e República Democrática do Congo. É um centro de negócios, que atrai comerciantes e clientes de todos os três países. A cidade fica a cerca de 170 km (110 milhas), por estrada, a sudoeste de Juba, a capital e maior cidade do Sudão do Sul. Em 2011, tinha uma população de aproximadamente 185.000 pessoas. Yei possui um aeroporto, o aeroporto de Iei. Também abriga uma comunidade que acolhe crianças para lhes dar educação e moradia.

## História
O nome Yei foi dado ao local onde a atual cidade fica após a escolha de três chefes tradicionais, cada um dos grupos étnicos pojulu, gimunu e azande; os chefes também nomearam o rio que atravessa a área, chamando-o de rio Iei.
Mesmo após o fim da Segunda Guerra Civil Sudanesa, a cidade ainda sofre com a violência, e a intervenção do exército para combater aos ataques criminosos que ocorrem pela cidade e pelo condado.

## Economia
A agricultura é a principal atividade econômica, sendo café e mandioca os principais cultivos. Existe também a pecuária, com a criação de gado doméstico.

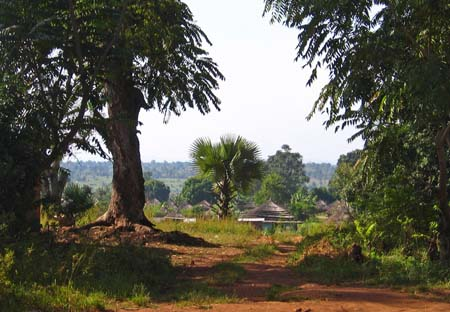
Paisagem nos arredores de Iei